# TNA Genesis
TNA Genesis – cykl gal wrestlingu produkowany przez federację Impact Wrestling (wcześniej TNA).
Nazwę „Genesis” po raz pierwszy zastosowano 9 maja 2003, przyjęła ją specjalna dwugodzinna gala pay-per-view, kładąca specjalny nacisk na przedstawienie ciekawych momentów z pierwszych lat istnienia federacji. W 2005 roku Genesis stało się trzynastą doroczną galą TNA. Początkowo gale Genesis odbywały się w listopadzie, w 2009 jednak stały się cyklem styczniowym; z tego powodu gala nie odbyła się w 2008 roku. Gale z lat 2014 i 2017 były odcinkami specjalnymi tygodniówki Impact Wrestling.

## Lista gal
| Gala                             | Data                              | Miasto                       | Arena                 | Walka wieczoru | Źródło       |
| -------------------------------- | --------------------------------- | ---------------------------- | --------------------- | --- | ------------ |
| Genesis (2005)                   | 13 listopada 2005                 | Orlando, Floryda             | Impact Zone           | Rhino i Team 3D (Brother Ray & Brother Devon) vs. Jeff Jarrett i America’s Most Wanted (Chris Harris i James Storm) Six-Man Tag Team match                       | [ 1 ]        |
| Genesis (2006)                   | 19 listopada 2006                 | Orlando, Floryda             | Impact Zone           | Kurt Angle vs. Samoa Joe Singles match | [ 2 ]        |
| Genesis (2007)                   | 11 listopada 2007                 | Orlando, Floryda             | Impact Zone           | Kurt Angle (c) i Kevin Nash vs. Booker T i Sting Tag Team match o TNA World Heavyweight Championship; osoba dokonująca przypięcia wygrywa mistrzostwo            | [ 3 ]        |
| Genesis (2009)                   | 11 stycznia 2009                  | Charlotte, Karolina Północna | Bojangles’ Coliseum   | Mick Foley oraz The TNA Front Line (AJ Styles i Brother Devon) vs. Cute Kip oraz The Main Event Mafia (Booker T i Scott Steiner) Six-Man Tag Team Hardcore match | [ 4 ]        |
| Genesis (2010)                   | 17 stycznia 2010                  | Orlando, Floryda             | Impact Zone           | A.J. Styles (c) vs. Kurt Angle Last Chance match o TNA World Heavyweight Championship                                                                            | [ 5 ]        |
| Genesis (2011)                   | 9 stycznia 2011                   | Orlando, Floryda             | Impact Zone           | Jeff Hardy (c) vs. Mr. Anderson Singles match o TNA World Heavyweight Championship                                                                               | [ 6 ]        |
| Genesis (2012)                   | 8 stycznia 2012                   | Orlando, Floryda             | Impact Zone           | Bobby Roode (c) vs. Jeff Hardy Singles match o TNA World Heavyweight Championship                                                                                | [ 7 ]        |
| Genesis (2013)                   | 13 stycznia 2013                  | Orlando, Floryda             | Impact Zone           | Jeff Hardy (c) vs. Austin Aries vs. Bobby Roode Triple Threat Elimination match o TNA World Heavyweight Championship                                             | [ 8 ]        |
| Impact Wrestling: Genesis (2014) | 16 stycznia 2014 23 stycznia 2014 | Huntsville, Alabama          | Von Braun Center      | Sting vs. Ethan Carter III – Singles match (16 stycznia) Magnus (c) vs. Sting – Singles match o TNA World Heavyweight Championship (23 stycznia)                 | [ 9 ] [ 10 ] |
| Impact Wrestling: Genesis (2017) | 26 stycznia 2017                  | Orlando, Floryda             | Impact Zone           | Eddie Edwards (c) vs. Lashley 30-minutowy Iron Man match o TNA World Heavyweight Championship                                                                    | [ 11 ]       |
| Impact: Genesis (2018)           | 25 stycznia 2018                  | Orlando, Floryda             | Impact Zone           | Eli Drake (c) vs. Johnny Impact vs. Alberto El Patrón Three-way match o Impact Global Championship                                                               | [ 12 ]       |
| Genesis (2021)                   | 9 stycznia 2021                   | Nashville, Tennessee         | Skyway Studios        | Moose vs. Willie Mack „I Quit” match |              |
| Genesis (2025)                   | 19 stycznia 2025                  | Garland, Teksas              | Curtis Culwell Center | Nic Nemeth (c) vs. Joe Hendry Singles match o TNA World Championship                                                                                             |              |

## Wyniki

### 2005
Genesis (2005) – gala wrestlingu wyprodukowana przez Total Nonstop Action Wrestling (TNA). Odbyła się 13 listopada 2005 w Impact Zone w Orlando na Florydzie. Była to pierwsza gala z cyklu Genesis, a także jedenaste wydarzenie TNA emitowane w systemie pay-per-view w 2005 roku.
W karcie znalazło się dziewięć starć, z czego dwa odbyły się podczas pre-show. Podczas wydarzenia zadebiutowali Christian Cage i Nigel McGuinness. Gala była dedykowana pamięci zmarłego Eddiego Guerrero.
| Nr                                                                   | Wyniki | Stypulacje                                                                | Czas  |
| -------------------------------------------------------------------- | --- | ------------------------------------------------------------------------- | ----- |
| 1P                                                                   | Shark Boy pokonał Nigela McGuinnessa | Singles match                                                             | 5:30  |
| 2P                                                                   | The Diamonds in the Rough (David Young, Elix Skipper i Simon Diamond) pokonali Lance’a Hoyta i The Naturals (Andy’ego Douglasa i Chase’a Stevensa)              | Six-Man Tag Team match                                                    | 5:48  |
| 3                                                                    | Raven pokonał P.J. Polaco | Singles match                                                             | 5:45  |
| 4                                                                    | 3Live Kru (B.G. James, Konnan i Ron Killings) pokonali Team Canada (A-1, Bobby’ego Roode’a i Erika Younga)                                                      | Six-Sided Stick Fight z Kipem Jamesem jako sędzią specjalnym              | 10:23 |
| 5                                                                    | Monty Brown pokonał Jeffa Hardy’ego | Singles match o miano pretendenckie do NWA World Heavyweight Championship | 8:43  |
| 6                                                                    | Team Ministry (Alex Shelley, Christopher Daniels, Roderick Strong i Samoa Joe) pokonali Austina Ariesa, Chrisa Sabina, Matta Bentleya (z Traci) i Sonjaya Dutta | Eight-Man Tag Team Elimination match                                      | 23:15 |
| 7                                                                    | Abyss (z Jamesem Mitchellem) pokonał Sabu | No Disqualification match                                                 | 10:48 |
| 8                                                                    | AJ Styles (c) pokonał Peteya Williamsa (z A-1) | Singles match o TNA X Division Championship                               | 18:20 |
| 9                                                                    | Team 3D (Brother Ray i Brother Devon) oraz Rhino pokonali America’s Most Wanted (Chrisa Harrisa i Jamesa Storma) oraz Jeffa Jarretta (z Gail Kim)               | Six-Man Tag Team match                                                    | 15:48 |
| (c) – mistrz/mistrzyni przed walkąP – walka miała miejsce w pre-show | |                                                                           |       |

### 2006
Genesis (2006) – gala wrestlingu wyprodukowana przez Total Nonstop Action Wrestling (TNA). Odbyła się 19 listopada 2006 w Impact Zone w Orlando na Florydzie. Była to druga gala z cyklu Genesis.
W karcie części głównej wydarzenia znalazło się osiem walk, a dwie dodatkowe – tzw. dark matche – nie zostały wyemitowane.
| Nr                                                                                    | Wyniki | Stypulacje                                         | Czas  |
| ------------------------------------------------------------------------------------- | --- | -------------------------------------------------- | ----- |
| 1D                                                                                    | Robert Roode (z Ms. Brooks) pokonał Erika Younga                                                                                                 | Singles match                                      | –     |
| 2D                                                                                    | Eric Young pokonał Roberta Roode’a (z Ms. Brooks)                                                                                                | Singles match                                      | –     |
| 3                                                                                     | The Voodoo Kin Mafia (B.G. James & Kip James) pokonali Kazariana, Mavericka Matta i Johnny’ego Devine'a                                          | Handicap match                                     | 3:39  |
| 4                                                                                     | The Naturals (Andy Douglas i Chase Stevens) (z Shane’em Douglasem) pokonali Sonjaya Dutta i Jaya Lethala (z Jerrym Lynnem)                       | Tag Team match                                     | 8:30  |
| 5                                                                                     | Christopher Daniels (c) pokonał Chrisa Sabina | Singles match o TNA X Division Championship        | 13:29 |
| 6                                                                                     | Ron Killings i Lance Hoyt pokonali The Paparazzi (Austina Starra i Alexa Shelleya) (z Kevinem Nashem)                                            | Tag Team match                                     | 11:11 |
| 7                                                                                     | Christian Cage pokonał A.J. Stylesa | Singles match                                      | 15:56 |
| 8                                                                                     | The Latin American Exchange (Homicide i Hernandez) (c) (z Konnanem) pokonali America’s Most Wanted (Chrisa Harrisa i Jamesa Storma) (z Gail Kim) | Tag Team match o NWA World Tag Team Championship   | 9:28  |
| 9                                                                                     | Abyss (w/ Jamesem Mitchellem) pokonał Stinga (c) poprzez dyskwalifikację                                                                         | Singles match o NWA World Heavyweight Championship | 15:30 |
| 10                                                                                    | Kurt Angle pokonał Samoę Joego | Singles match                                      | 13:42 |
| (c) – mistrz/mistrzyni przed walkąD – walka była dark matchem (nietransmitowana w TV) | |                                                    |       |

### 2007
Genesis (2007) – gala wrestlingu wyprodukowana przez Total Nonstop Action Wrestling (TNA). Odbyła się 11 listopada 2007 w Impact Zone w Orlando na Florydzie. Była to trzecia i ostatnia listopadowa gala z cyklu Genesis, a także jedenaste wydarzenie pay-per-view TNA w 2007 roku.
W karcie wydarzenia znalazło się osiem walk, z czego jedna była finałem turnieju Fight for the Right. Podczas gali w TNA zadebiutował Booker T.
| Nr                                 | Wyniki | Stypulacje | Czas  |
| ---------------------------------- | --- | --- | ----- |
| 1                                  | Abyss pokonał Black Reigna                                                                                  | Shop of Horrors match                                                                                                | 10:13 |
| 2                                  | The Motor City Machine Guns (Alex Shelley i Chris Sabin) pokonali Team 3D (Brothera Devona i Brothera Raya) | Tag Team match | 17:37 |
| 3                                  | Gail Kim (c) pokonała Roxxi Laveaux, ODB i Angel Williams                                                   | Four Way match o TNA Women’s World Championship                                                                      | 9:01  |
| 4                                  | Jay Lethal (c) pokonał Sonjaya Dutta                                                                        | Singles match | 12:01 |
| 5                                  | Christian's Coalition (AJ Styles i Tomko) (c) pokonali The Steiner Brothers (Ricka i Scotta Steinerów)      | Tag Team match o TNA World Tag Team Championship                                                                     | 10:43 |
| 6                                  | Samoa Joe pokonał Roberta Roode’a (z Ms. Brooks)                                                            | Singles match | 15:43 |
| 7                                  | Kaz pokonał Christiana Cage’a                                                                               | Ladder match o miano pretendenckie do TNA World Heavyweight Championship Walka finałowa turnieju Fight for the Right | 15:13 |
| 8                                  | Kurt Angle (c) i Kevin Nash pokonali Stinga i Bookera T                                                     | Tag Team match o TNA World Heavyweight Championship Osoba dokonująca przypięcia zdobywa mistrzostwo                  | 13:41 |
| (c) – mistrz/mistrzyni przed walką | | |       |

### 2009
Genesis (2009) – gala wrestlingu wyprodukowana przez Total Nonstop Action Wrestling (TNA). Odbyła się 11 stycznia 2009 w Bojangles’ Coliseum w Charlotte w Karolinie Północnej. Była to czwarta i pierwsza styczniowa gala z cyklu Genesis, a także pierwsze wydarzenie pay-per-view TNA w 2009 roku. Pierwotnie miała się odbyć 9 listopada 2008, ostatecznie jednak datę przesunięto, a wydarzenie zastąpiono galą Turning Point.
Karta wydarzenia oferowała osiem walk, a jedną z nich był pojedynek finałowy turnieju o zawieszone TNA X Division Championship.
| Nr                                 | Wyniki | Stypulacje | Czas  |
| ---------------------------------- | --- | --- | ----- |
| 1                                  | Eric Young oraz The Latin American Xchange (Hernandez i Homicide) pokonali Jimmy’ego Rave’a, Sonjaya Dutta i Kiyoshiego                   | Six-Man Tag Team Elimination match | 13:43 |
| 2                                  | Alex Shelley pokonał Chrisa Sabina | Singles match o zawieszone TNA X Division Championship                                                                                         | 16:38 |
| 3                                  | Shane Sewell pokonał Sheika Abdula Bashira                                                                                                | Singles match | 10:18 |
| 4                                  | Beer Money, Inc. (James Storm i Robert Roode) (z Jacqueline) pokonali Jaya Lethala i Consequences Creeda (c) oraz Matta Morgana i Abyssa  | Three-Way Tag Team match o TNA World Tag Team Championship                                                                                     | 15:19 |
| 5                                  | ODB, Taylor Wilde i Roxxi pokonały The Kongtourage (Rhakę Khan, Raishę Saeed i Sojournor Bolt)                                            | Six-Knockout Tag Team match o miano pretendenckie do TNA Women’s Knockout Championship Osoba dokonująca przypięcia zdobywa miano pretendenckie | 7:44  |
| 6                                  | Kurt Angle pokonał Jeffa Jarretta | No Disqualification match | 21:59 |
| 7                                  | Sting (c) pokonał Rhino | Singles match o TNA World Heavyweight Championship                                                                                             | 8:18  |
| 8                                  | Mick Foley oraz The TNA Front Line (AJ Styles i Brother Devon) pokonali Cute Kipa oraz The Main Event Mafię (Bookera T i Scotta Steinera) | Six-Man Tag Team Hardcore match | 14:02 |
| (c) – mistrz/mistrzyni przed walką | | |       |

### 2010
Genesis (2010) – gala wrestlingu wyprodukowana przez Total Nonstop Action Wrestling (TNA). Odbyła się 17 stycznia 2010 w Impact Zone w Orlando na Florydzie. Była to piąta gala z cyklu Genesis, a także pierwsze wydarzenie pay-per-view TNA w 2010 roku.
W karcie znalazło się osiem walk. Podczas gali zadebiutował Mr. Anderson, a samo wydarzenie promowane było powrotem Hulka Hogana.
| Nr                                 | Wyniki                                                                                        | Stypulacje                                                  | Czas  |
| ---------------------------------- | --------------------------------------------------------------------------------------------- | ----------------------------------------------------------- | ----- |
| 1                                  | Amazing Red (c) defeated Briana Kendricka                                                     | Singles match o TNA X Division Championship                 | 9:04  |
| 2                                  | Sean Morley pokonał Danielsa                                                                  | Singles match                                               | 9:07  |
| 3                                  | Tara pokonała ODB (c) (2–0)                                                                   | 2-out-of-3 Falls match o TNA Women’s Knockouts Championship | 9:20  |
| 4                                  | Matt Morgan i Hernandez pokonali The British Invasion (Brutusa Magnusa i Douga Williamsa) (c) | Tag Team match o TNA World Tag Team Championship            | 8:45  |
| 5                                  | Desmond Wolfe pokonał D’Angelo Dinero                                                         | Singles match                                               | 13:32 |
| 6                                  | Beer Money, Inc. (James Storm i Robert Roode) pokonali The Band (Kevina Nasha i Syxx-Paca)    | Tag Team match                                              | 9:43  |
| 7                                  | Mr. Anderson pokonał Abyssa                                                                   | Singles match                                               | 10:35 |
| 8                                  | AJ Styles (c) pokonał Kurta Angle’a                                                           | Singles match o TNA World Heavyweight Championship          | 28:48 |
| (c) – mistrz/mistrzyni przed walką |                                                                                               |                                                             |       |

### 2011
Genesis (2011) – gala wrestlingu wyprodukowana przez Total Nonstop Action Wrestling (TNA). Odbyła się 9 stycznia 2011 w Impact Zone w Orlando na Florydzie. Była to szósta gala z cyklu Genesis, a także pierwsze wydarzenie pay-per-view TNA w 2011 roku.
W karcie gali znalazło się dziewięć walk.
| Nr                                 | Wyniki | Stypulacje                                                                | Czas  |
| ---------------------------------- | --- | ------------------------------------------------------------------------- | ----- |
| 1                                  | Kazarian pokonał Jaya Lethala (c)                                                                                       | Singles match o TNA X Division Championship                               | 11:40 |
| 2                                  | Madison Rayne (c) pokonała Mickie James                                                                                 | Singles match o TNA Knockouts Championship                                | 10:30 |
| 3                                  | Beer Money, Inc. (James Storm i Robert Roode) pokonali The Motor City Machine Guns (c) (Alexa Shelleya i Chrisa Sabina) | Tag Team match o TNA World Tag Team Championship                          | 18:00 |
| 4                                  | Bully Ray pokonał Brothera Devona poprzez dyskwalifikację                                                               | Singles match                                                             | 8:50  |
| 5                                  | Abyss pokonał Douglasa Williamsa (c)                                                                                    | Singles match o TNA Television Championship                               | 9:45  |
| 6                                  | Matt Hardy pokonał Roba Van Dama                                                                                        | Singles match                                                             | 11:55 |
| 7                                  | Jeff Jarrett vs. Kurt Angle zakończyło się no contestem                                                                 | „Double J Double M A „Exhibition””                                        | 4:30  |
| 8                                  | Mr. Anderson pokonał Matta Morgana                                                                                      | Singles match o miano pretendenckie do TNA World Heavyweight Championship | 15:25 |
| 9                                  | Mr. Anderson pokonał Jeffa Hardy’ego (c)                                                                                | Singles match o TNA World Heavyweight Championship                        | 9:05  |
| (c) – mistrz/mistrzyni przed walką | |                                                                           |       |

### 2012
Genesis (2012) – gala wrestlingu wyprodukowana przez Total Nonstop Action Wrestling (TNA). Odbyła się 8 stycznia 2012 w Impact Zone w Orlando na Florydzie. Była to siódma gala z cyklu Genesis, a także pierwsze wydarzenie pay-per-view TNA w 2012 roku.
Karta wydarzenia oferowała osiem walk.
| Nr                                 | Wyniki                                                                                      | Stypulacje                                                                                               | Czas  |
| ---------------------------------- | ------------------------------------------------------------------------------------------- | --- | ----- |
| 1                                  | Austin Aries (c) pokonał Kida Kasha, Jessego Sorensena i Zemę Iona                          | Four-Corners Elimination match o TNA X Division Championship                                             | 9:50  |
| 2                                  | Devon pokonał D’Angelo Dinero                                                               | Singles match                                                                                            | 10:19 |
| 3                                  | Gunner (z Rikiem Flairem) pokonał Roba Van Dama                                             | Singles match                                                                                            | 6:51  |
| 4                                  | Gail Kim (c) (z Madison Rayne) pokonała Mickie James (z Velvet Sky) poprzez dyskwalifikację | Singles match o TNA Knockouts Championship                                                               | 6:19  |
| 5                                  | Abyss pokonał Bully’ego Raya                                                                | Monster's Ball match W wypadku przegranej Abyss byłby zmuszony do ponownego dołączenia do grupy Immortal | 15:28 |
| 6                                  | Crimson i Matt Morgan (c) pokonali Samoę Joego i Magnusa                                    | Tag Team match o TNA World Tag Team Championship                                                         | 9:22  |
| 7                                  | Kurt Angle pokonał Jamesa Storma                                                            | Singles match                                                                                            | 13:40 |
| 8                                  | Jeff Hardy pokonał Bobby’ego Roode’a (c) poprzez dyskwalifikację                            | Singles match o TNA World Heavyweight Championship                                                       | 19:38 |
| (c) – mistrz/mistrzyni przed walką |                                                                                             | |       |

### 2013
Genesis (2013) – gala wrestlingu wyprodukowana przez Total Nonstop Action Wrestling (TNA). Odbyła się 13 stycznia 2013 w Impact Zone w Orlando na Florydzie. Była to ósma gala z cyklu Genesis, a także pierwsze z czterech wydarzeń pay-per-view TNA w 2013 roku.
W karcie gali znalazło się dziewięć walk.
| Nr                                 | Wyniki                                                              | Stypulacje                                                                | Czas  |
| ---------------------------------- | ------------------------------------------------------------------- | ------------------------------------------------------------------------- | ----- |
| 1                                  | Chavo Guerrero i Hernandez (c) pokonali Matta Morgana i Joeya Ryana | Tag Team match o TNA World Tag Team Championship                          | 11:30 |
| 2                                  | Mr. Anderson pokonał Samoę Joego                                    | Singles match                                                             | 10:45 |
| 3                                  | Christian York pokonał Kenny’ego Kinga                              | Singles match o miano pretendenckie do TNA X Division Championship        | 10:12 |
| 4                                  | Rob Van Dam (c) pokonał Christiana Yorka                            | Singles match o TNA X Division Championship                               | 5:30  |
| 5                                  | Devon pokonał Josepha Parka                                         | Singles match                                                             | 11:17 |
| 6                                  | Velvet Sky pokonała ODB, Miss Tessmacher, Mickie James i Gail Kim   | Gauntlet match o miano pretendenckie do TNA Knockouts Championship        | 11:55 |
| 7                                  | Christopher Daniels (z Kazarianem) pokonał Jamesa Storma            | Singles match o miano pretendenckie do TNA World Heavyweight Championship | 13:25 |
| 8                                  | Sting pokonał D.O.C.                                                | Singles match                                                             | 5:53  |
| 9                                  | Jeff Hardy (c) pokonał Bobby’ego Roode’a i Austina Ariesa           | Triple Threat Elimination match o TNA World Heavyweight Championship      | 20:32 |
| (c) – mistrz/mistrzyni przed walką |                                                                     |                                                                           |       |

### 2014
Genesis (2014) – gala wrestlingu wyprodukowana przez Total Nonstop Action Wrestling (TNA), będąca dwoma odcinkami specjalnymi nadawanej na stacji Spike TV tygodniówki Impact Wrestling. Odbywała się 16 i 23 stycznia 2014 w Von Braun Center w Huntsville w Alabamie. Była to dziewiąta gala z cyklu Genesis i w przeciwieństwie do wcześniejszych odsłon nie była transmitowana w systemie pay-per-view.
W karcie gali znalazło się łącznie dziewięć walk; cztery z nich odbyły się 16 stycznia, a pozostałe pięć tydzień później.
16 stycznia
| Nr                                 | Wyniki | Stypulacje                                                        | Czas  |
| ---------------------------------- | --- | ----------------------------------------------------------------- | ----- |
| 1                                  | Samoa Joe, James Storm, Gunner, Eric Young, Joseph Park oraz ODB pokonali The BroMans (Jessiego Godderza i Robbiego E), Zemę Iona, Bad Influence (Christophera Danielsa i Kazariana) oraz Lei'D Tapę | 12-Person Intergender Tag Team match                              | 8:00  |
| 2                                  | Bully Ray pokonał Mr. Andersona | No Disqualification match                                         | 10:00 |
| 3                                  | Madison Rayne pokonała Gail Kim (c) (z Lei'D Tapą) | Singles match o TNA Knockouts Championship                        | 4:10  |
| 4                                  | Ethan Carter III pokonał Stinga | Singles match z sędziami specjalnymi Rockstarem Spudem i Magnusem | 5:05  |
| (c) – mistrz/mistrzyni przed walką | |                                                                   |       |

23 stycznia
| Nr                                 | Wyniki                                             | Stypulacje                                                                      | Czas  |
| ---------------------------------- | -------------------------------------------------- | ------------------------------------------------------------------------------- | ----- |
| 1                                  | Gunner pokonał Jamesa Storma                       | World Title Feast or Fired Briefcase on a Pole match                            | 5:39  |
| 2                                  | Austin Aries pokonał Chrisa Sabina (c)             | Singles match o TNA X Division Championship                                     | 5:08  |
| 3                                  | Kurt Angle pokonał Bobby’ego Roode’a               | Steel Cage match                                                                | 14:14 |
| 4                                  | Samoa Joe pokonał Rockstara Spuda poprzez poddanie | Singles match                                                                   | 2:17  |
| 5                                  | Magnus (c) pokonał Stinga (z Samoą Joem)           | No Disqualification Title vs. Career match o TNA World Heavyweight Championship | 13:27 |
| (c) – mistrz/mistrzyni przed walką |                                                    |                                                                                 |       |

### 2017
Genesis (2017) – gala wrestlingu wyprodukowana przez Total Nonstop Action Wrestling (TNA), będąca odcinkiem specjalnym nadawanej na stacji Pop TV tygodniówki Impact Wrestling. Odbyła się 26 stycznia 2017 w Impact Zone w Orlando na Florydzie. Była to dziesiąta gala z cyklu Genesis.
W karcie wydarzenia znalazło się pięć walk.
| Nr                                 | Wyniki | Stypulacje                                                      | Czas  |
| ---------------------------------- | --- | --------------------------------------------------------------- | ----- |
| 1                                  | The Broken Hardys (Broken Matt i Brother Nero) (c) pokonali DCC (Brama i Kingstona) (z Jamesem Stormem) oraz Decay (Abyssa i Crazzy Steve’a) (z Rosemary) | Three-Way match o TNA World Tag Team Championship               | 7:02  |
| 2                                  | Drew Galloway (c) pokonał Moose'a | Singles match o Impact Grand Championship                       | 6:46  |
| 3                                  | Rosemary (c) pokonała Jade | Monster's Ball match o TNA Knockouts Championship               | 9:25  |
| 4                                  | DJZ (c) pokonał Andrew Everetta, Caleba Konleya, Marshe'a Rocketta i Trevora Lee                                                                          | Five-Way match o TNA X Division Championship                    | 4:21  |
| 5                                  | Lashley pokonał Eddiego Edwardsa (c) (3–2) | 30-minutowy Iron Man match o TNA World Heavyweight Championship | 30:00 |
| (c) – mistrz/mistrzyni przed walką | |                                                                 |       |

### 2018
Impact: Genesis (2018) – gala wrestlingu wyprodukowana przez Impact Wrestling, będąca odcinkiem specjalnym nadawanej na stacji Pop TV tygodniówki Impact!. Odbyła się 25 stycznia 2018 w Impact Zone w Orlando na Florydzie. Była to jedenasta gala z cyklu Genesis.
W karcie wydarzenia znalazło się pięć walk.
Zestawienie zostało opracowane na podstawie źródła:
| Nr                                 | Wyniki                                                        | Stypulacje                                                 | Czas  |
| ---------------------------------- | ------------------------------------------------------------- | ---------------------------------------------------------- | ----- |
| 1                                  | Matt Sydal pokonał Ethana Cartera III (c)                     | Singles match o Impact Grand Championship                  | 15:59 |
| 2                                  | Laurel Van Ness (c) pokonała Allie                            | Singles match o Impact Knockouts Championship              | 14:07 |
| 3                                  | Moose pokonał Bobby’ego Lashleya                              | Singles match                                              | 16:43 |
| 4                                  | Taiji Ishimori (c) pokonał Andrew Everetta                    | Singles match o Impact X Division Championship             | –     |
| 5                                  | Eli Drake (c) pokonał Johnny’ego Impacta i Alberto El Patróna | Six Sides of Steel Cage match o Impact Global Championship | 18:05 |
| (c) – mistrz/mistrzyni przed walką |                                                               |                                                            |       |